# Jeanna von Lantingshausen
Johanna (Jeanna) von Lantingshausen, född grevinnan von Stockenström 1753, död 1809, var en svensk hovdam, dotter till riksrådet greve Erik von Stockenström och grevinnan Johanna Bedoire och gift 1777 med generaladjutanten och generalmajoren friherre Albrekt von Lantingshausen.

## Biografi
Jeanna von Lantingshausen var hovfröken hos Sofia Magdalena och god vän med Hedvig Elisabet Charlotta av Holstein-Gottorp. Efter giftermålet deltog hon ständigt i hovlivet, där hon bland annat var en populär agerande i Gustav III:s amatörteater. Vid den välkomstfest som anordnats av Sofia Magdalena på Ulriksdals slott efter kungens återkomst från Finland 1775, uppträdde hon i en pjäs av Marivaux mot Carl von Fersen på scenen i Confidencen. Hon var också en personlig vän till Gustav III. Vintern 1776, till exempel, nämns hur hon, Gustav III och Hedvig Eleonora von Fersen övertalade Johan Gabriel Oxenstierna, Lewenhaupt och Adolf Ludvig Hamilton att med mask för ansiktet överraska folk i sängen och väcka dem mitt i natten med "kattmusik och oväsen."
Hon kom i konflikt med Gustav III efter riksdagen 1789, då Gustav bojkottades av societetens kvinnliga medlemmar sedan han placerat adelståndets oppositionella i arrest. Efter förenings- och säkerhetsakten 1789 började hon varna societetens damer att ansluta sig till hovet. Därmed ådrog hon sig kungens synnerliga ovilja, vilken bland annat tog sig uttryck i förlöjligande av hennes person i pjäsen "Födelsedagen", skriven av kungen själv. Adelns kvinnliga medlemmar började därefter bojkotta Gustav III ur societeten, främst Eleonora Wilhelmina De Geer, Ulrika Katarina Brahe och Jeanna von Lantingshausen: de besökte Hedvig Elisabet Charlotta och Sofia Albertina men inte Gustav, något som togs mycket illa upp av kungen. Konflikten mellan honom och adelns och hovets kvinnliga medlemmar, med hans syster och svägerska i spetsen, handlade om en social bojkott som i praktiken uteslöt honom från societeten i egenskap av privatperson så som en politisk markering och demonstration, och Gustav III liknade deras sätt att "frondera" vid "hallarnas megäror" under franska revolutionen och sade sig förvänta sig att de när som helst kunde komma dragande ut till honom på Haga liksom månglerskorna under Kvinnotåget till Versailles. Enligt Elis Schröderheim var det denna demonstration av societetsdamerna som gjorde att Gustav III gick miste om sitt gamla umgänge och i stället började ägna sig åt "orgier" under hemliga supéer tillsammans med kammarjunkaren Georg Johan De Besche och några gunstlingar och prostituerade.
Konflikten med societetsdamerna ledde till en konflikt med Sofia Magdalena på Drottningholm hösten 1790, då han anklagade henne från att vilja återvända till Stockholm och därmed beröva henne hovdamernas sällskap som en politisk demonstration. Jeanna von Lantingshausen valdes slutligen i egenskap av en av de ledande i denna politiska demonstration till ett varnande exempel av Gustav III. År 1790 lät han formellt förvisa Lantingshausen från hovet och alla platser där hon kunde träffa medlemmar av kungahuset, som till exempel Operan. Hon bad då om en skriftlig instruktion och bjöd in polismästaren att läsa upp den i hennes hem med hennes gäster som vittnen. Denna förvisning omnämns i tidens memoarer och dagböcker, betraktades som en skandal och bidrog till kungens impopularitet. Det ansågs även vara en skandal att hans instruktioner lästes upp av polismästaren Liljensparre, eftersom denne normalt hade till uppgift att arrestera prostituerade. Förvisningen upphävdes efter Gustav III:s död 1792.